# Dumbom
Dumbom är en svensk långfilm från 1953 i regi av Nils Poppe. Detta är den femte filmen om den lilla perfektionisten Fabian Bom. Nils Poppe spelar här en dubbelroll, dels rollen som borgmästaren Fabian Bom, dels rollen som Fabians tvillingbror, cirkusclownen "Dumbom".

## Om filmen
Filmen hade premiär den 26 december (annandag jul) 1953. Skådespelaren Bibi Andersson gör här sin första större filmroll. Den har visats vid ett flertal tillfällen på TV3, Femman och i SVT, bland annat i juli 2019.

## Rollista i urval
- Nils Poppe – Fabian Bom, borgmästare i Bomsta/Dumbom, cirkusclown, Fabians tvillingbror
- Inga Landgré – Camilla Palm, arvtagare till Rosengård
- Hjördis Petterson – fröken Svea Holmström, riksdagsledamot
- Ulf Johanson – förste byråsekreterare Nilsson, byggnadsnämndens ordförande
- Dagmar Ebbesen – Madame Marinetti-Bock, cirkusdirektör
- Arne Lindblad – Emanuel Bock, hennes man
- Torsten Lilliecrona – Beppo, cirkusclown
- Gunnar Olsson – Julius, trädgårdsmästare på Rosengård
- Elsa Ebbesen-Thornblad – Ester, kokerska på Rosengård, Julius fru
- Dagmar Olsson – fröken Olofsson, hälsovårdsnämndens ordförande
- Bibi Andersson – Elvira, cirkusartist
- Marianne Gyllenhammar – "komiska damen" på cirkus
- Ludde Juberg – vaktmästare i Bomsta stadshus

## DVD
Filmen gavs ut på DVD 2009 och 2016.